# Galleria
Pour l’article homonyme, voir Galleria (lépidoptère).
La Galleria est le nom donné en Italie à un espace urbain couvert et piétonnier - caractérisé le plus souvent par une architecture monumentale - reliant deux corps de bâtiments.

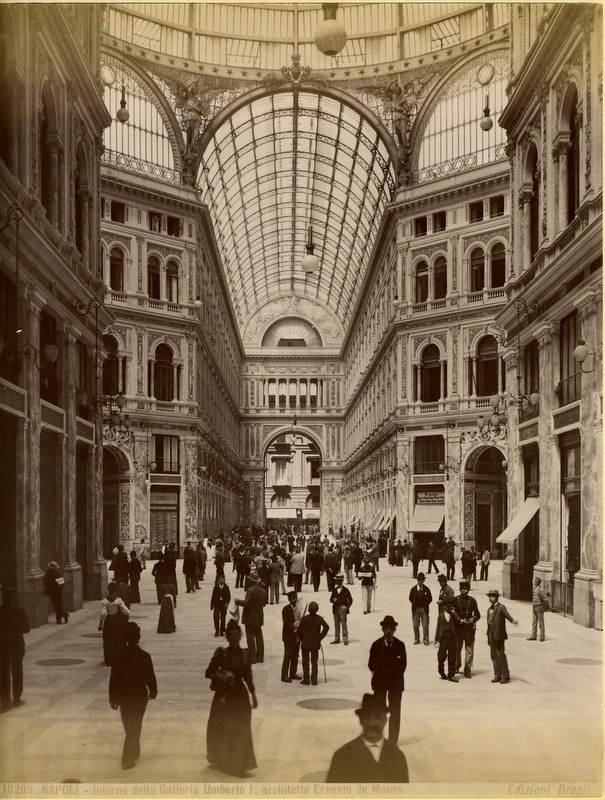
Intérieur de la galleria Umberto I à Naples.

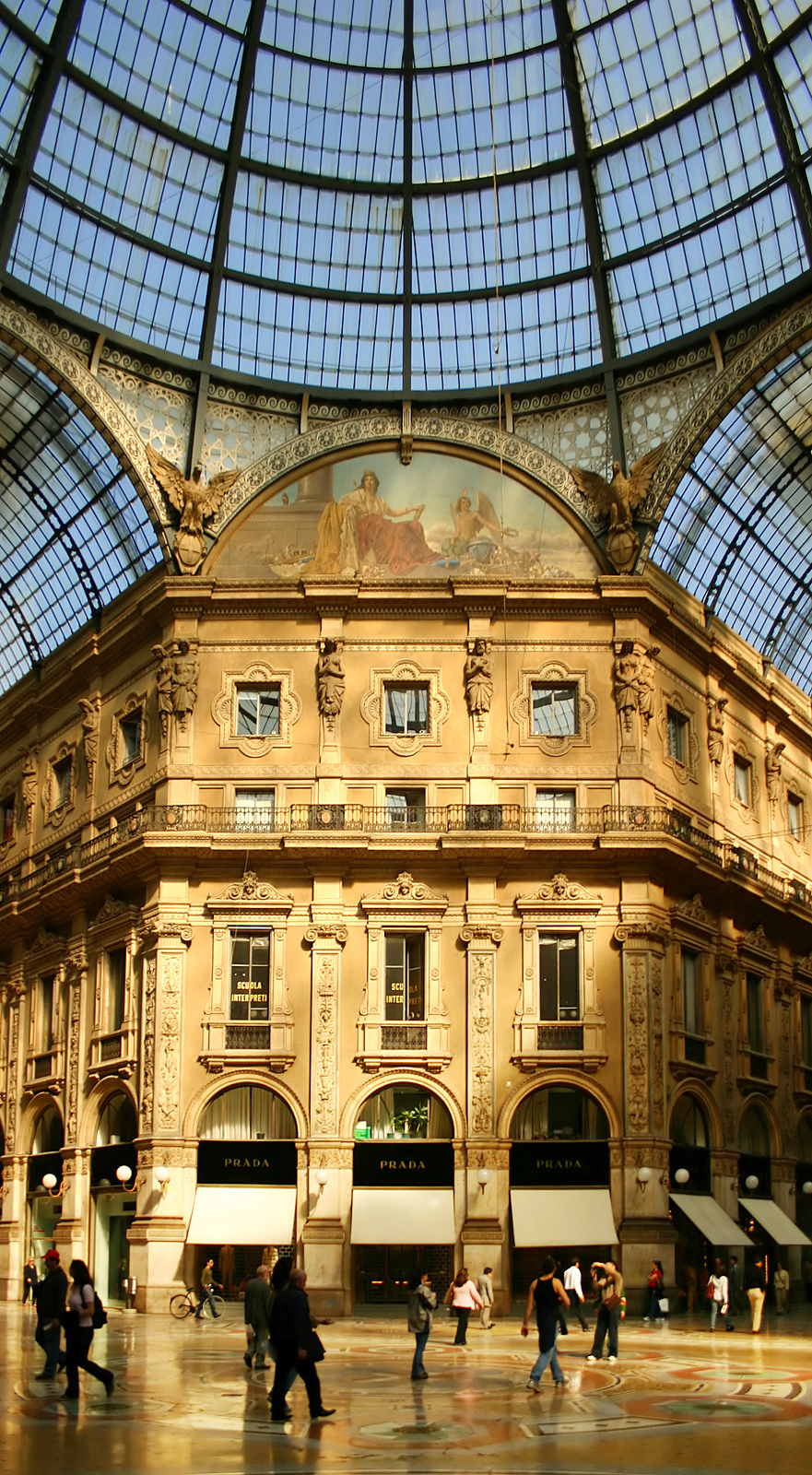
Galleria Vittorio Emanuele II à Milan.

Les plus remarquables sont construites dans la deuxième moitié du XIXe siècle.
Abritée des intempéries par de grandes verrières avec parfois une coupole, la galleria a une vocation principalement commerciale ; elle accueille de nombreux établissements parmi lesquels des librairies, caffè, antiquaires, boutiques de mode... Qualifié souvent « d'élégant salon urbain », la galleria est aussi un lieu de passage ainsi que de rencontres et d'échanges.
Les principales sont :
- Gênes
  - Galleria Mazzini

- Messine
  - Galleria Vittorio Emanuele III

- Milan
  - Galleria de Cristoforis (it)
  - Galleria Vittorio Emanuele II

- Naples
  - Galleria Principe di Napoli
  - Galleria Umberto Ier

- Palerme
  - Galleria delle Vittorie (it)
  - Galleria Excelsior - SuperCinema

- Rome
  - Galleria Alberto Sordi

- Turin
  - Galleria Re Umberto I
  - Galleria San Federico
  - Galleria Subalpina

- Trieste
  - Galleria Tergesteo
- Tripoli
  - Galleria De Bono